# Josef Daněk (salesián)
Josef Daněk SDB (6. května 1951 Brno – 10. prosince 2013 Brno),byl český katolický kněz, člen řádu salesiánů.

## Životopis
Vystudoval střední zemědělskou školu v Bučovicích. Po maturitě vstoupil do semináře v Litoměřicích. Během studia prošel tajným noviciátem a složil své první sliby. Po kněžském svěcení v roce 1977 nemohl jako salesián působit veřejně, byl proto poslán jako kaplan do diecézní farnosti v Jaroměřicích nad Rokytnou. Zde působil osmnáct měsíců a byl ustanoven kaplanem v Dačicích. Zdejší církevní tajemník po sledování jeho kázání ho zbavil státního souhlasu pro veřejné kněžské působení v této farnosti. Díky krokům tehdejšího kapitulního vikáře Ludvíka Horkého mohl sloužit jako kaplan v Novém Městě na Moravě. Zde působil rok a půl a v létě 1981 byl poslán do Kobeřic u Slavkova. 
V roce 1990 byl ustanoven farářem v Kunštátě na Moravě a excurrendo administrátorem v Sebranicích. Od září 1991 působil jako farář v Újezdě u Brna, odkud spravoval jako excurrendo farnost Telnici, od roku 1994 i Žatčany. Zde už mohl působit jako salesián a proto začal s opravou hospodářské budovy na faře, aby se zde mohli mladí i starší lidé setkávat. Podařilo se mu vybudovat „oratoř“ – klubovny pro mladé a hřiště.
Po dohodě diecézního biskupa s provinciálem salesiánů byl v roce 2000 přeložen do Brna-Žabovřesk. Ve zdejší salesiánské komunitě prožil 13 let. Nejdříve zastával funkci farního vikáře a po dvou letech se stal farářem žabovřeské farnosti. Byl delegátem pro salesiánské spolupracovníky i duchovním asistentem jedné brněnské skupiny Volontárií Dona Boska. Věnoval se zejména pastoraci mladých rodin. V roce 2007 mu při příležitosti 230. výročí založení brněnské diecéze biskup brněnský Vojtěch Cikrle udělil za obětavou kněžskou službu medaili sv. Petra a Pavla. Pohřben je na Ústředním hřbitově v Brně. 